# Four Jacks
Four Jacks var en dansk sangkvartet. Gruppen blev dannet i 1956 af Poul Rudi og Otto Brandenburg. Rudi var tidligt den kreative drivkraft. Kort efter kom John Mogensen til, og gruppen gik i kort tid under navnet De 3 Båthorn. Den kreative styring gled langsomt over til Mogensen. Mogensen følte at der manglede en ingrediens, og efter nogen tid blev Bent Werther, kaldet "Lille Bent" tilføjet. Werther var mere entertainer end de øvrige, og gled ofte i forgrunden.
Gruppen havde sin første offentlige optræden i 1957 på TV. Otto Brandenburg forlod kvartetten i 1958 for at gå solo, og blev erstattet af James Rasmussen. Denne konstellation fortsatte op til midten af 60'erne helt under Mogensens ledelse, hvorefter gruppen gradvist gik i opløsning.
Kvartetten indspillede bl.a. "Åh Marie, a ve hjem te dig", "Mandalay", "Tom Dooley", "Når Lygterne Tændes" og "Tjener jeg er tørstig". Den norske gruppe, The Monn Keys, sang en norsk version af Åh Marie, og en finsk kvartet, der havde samme måde, at synge på, tog navnet Four Cats, sandsynligvis inspireret af Four Jacks.

## Medlemmer
1956-1958
Poul Rudi, John Mogensen, Bent Werther, Otto Brandenburg
1958-1963
Poul Rudi, John Mogensen, Bent Werther, James Rasmussen
1963-1964
Poul Rudi, John Mogensen, James Rasmussen, Erik Aae Jensen
1964-1966
Three Jacks: Poul Rudi, James Rasmussen, Erik Aae Jensen
Scandinavian Four:
Poul Rudi, John Mogensen, Erik Aae Jensen, Kaj Berglund
De Nye Four Jacks:
Poul Rudi, John Mogensen, Kaj Berglund og Bjørn Thorsøe

## Diskografi

### LP'er
- Four Jacks (1960)
- Vi sang dem som børn (1960)

Derudover har Four Jacks udgivet en lang række singler.